# 10일간의 애인
10일간의 애인은 대한민국에서 제작된 이영용 감독의 2022년 멜로/로맨스 영화이다. 송민경 등이 주연으로 출연하였다.

## 출연
- 송민경 : 한재인 역
- 우충현 : 김홍기 역
- 차솔몬 : 유진구 역
- 이진아 : 김민아 역
- 한시아 : 박수진 역
- 김도아 : 임나희 역
- 김영웅 : 흥신소 직원 역
- 이영리 : 미진 역
- 이판섭 : 대학생 남자 역
- 이소진 : 대학생 여자1 역
- 한다인 : 대학생 여자2 역
- 권정윤 : 껍데기집 사장 역
- 송범학 : 손님1 역
- 송동호 : 손님2 역
- 정명제 : 손님3 역
- 이재관 : 바텐더 역
- 김제훈 : 홍기 친구1 역
- 이연빈 : 홍기 친구2 역
- 심지연 : 요가 수강생1 역
- 권미정 : 요가 수강생2 역
- 전이서 : 요가 수강생3 역
- 오정태 : 흥신소사장 역 (특별출연)

## 기타
- 제공: 그노스
- 공동제공: KT알파